# 新霍恩申豪森
新霍恩申豪森（德语：Neu-Hohenschönhausen）是德国柏林利希滕贝格区的下属区。